# Australiodillo bifrons
Australiodillo bifrons är en kräftdjursart som först beskrevs av Gustav Budde-Lund 1885.  Australiodillo bifrons ingår i släktet Australiodillo och familjen Armadillidae. Inga underarter finns listade i Catalogue of Life.